# 山田藤吉
山田 藤吉（やまだ とうきち、嘉永元年（1848年） - 慶応3年11月16日（1867年12月11日））は、日本の力士、従僕。四股名は雲井龍。海援隊士長岡謙吉の従僕となり、坂本龍馬の用心棒も勤めた。近江屋事件において龍馬・中岡慎太郎とともに斬られ、死亡した。

## 生涯
近江国大津鹿関町（大津市三井寺町）出身だが、父親を早くして亡くした。京阪地方で「雲井龍」という四股名の力士として活動した。その後、贔屓であった京都先斗町の料亭・魚卯の出前持ちとして引き取られた。魚卯は土佐藩士がよく利用する店であり、海援隊士長岡謙吉に気に入られた藤吉はその従僕となった。長岡の命で龍馬の用心棒となったが、龍馬の不在時には近江屋で米搗きなどを行って家人にも気に入られていたという。
慶応3年11月15日（1867年12月10日）、京都の近江屋において、十津川郷士を名乗る龍馬を訪ねてきた来客に応対し、名刺を受け取った。そのまま怪しまず二階の龍馬らに名刺を渡したが、その後斬られ倒れた。これは谷干城が中岡から聞いた証言によるものであり、谷は藤吉が龍馬たちがいた二階の八畳間で倒れていたとしている。一方で事件後の現場に最初に入った鹿野峰吉は藤吉が一階の階段の登り口で倒れており、名刺を取り次いだ形跡がないとしてこれを否定している。この時、藤吉が倒れる音を聞いた龍馬は、店の前で若者たちがふざけていると考えたのか、「ホタエナ」（土佐弁で「騒ぐな」の意味）と叫んだ。その後、龍馬と中岡も斬られた。龍馬はまもなく死亡し、藤吉は翌16日の夕方頃、清岡半四郎の書簡では七ツ時に死亡した。藤吉の傷は6箇所であった。中岡もその翌日の17日の夕刻に死亡している。
墓所は龍馬や中岡と同じ霊山護国神社の霊山墓地で、2人の墓のやや後ろに埋葬されている。

## 演じた俳優
- 松村明 - 「新選組!」（2004年、NHK大河ドラマ 、NHK[6]）
- 久保孝真 - 「龍馬伝」(2010年、NHK大河ドラマ、NHK)